# SLIME
SLIME, Superior Lisp Interaction Mode for Emacs — режим Emacs для разработки приложений на Common Lisp. SLIME происходит от режима SLIM, написанного Эриком Марсденом и разрабатывается как свободный проект Люком Горри и Гельмутом Эллером. Свыше 100 Лисп-разработчиков внесли свой код в SLIME со времени начала проекта в 2003 году. SLIME использует бэкенд SWANK, загружаемый в Common Lisp.
SLIME работает со следующими реализациями Common Lisp:
- CMU Common Lisp (CMUCL)
- Scieneer Common Lisp
- Steel Bank Common Lisp (SBCL)
- Clozure CL (ранее OpenMCL)
- LispWorks
- Allegro Common Lisp
- CLISP
- Embeddable Common Lisp (ECL)
- Armed Bear Common Lisp (ABCL)

Некоторые реализации других языков программирования семейства Лисп тоже используют SLIME:
- Clojure
- GOO
- Kawa, реализация Scheme
- MIT Scheme
- Scheme48

Существуют также клоны SLIME:
- SLIMV для Vim
- SOLID для Ocaml